# 伊爾沙瓦區

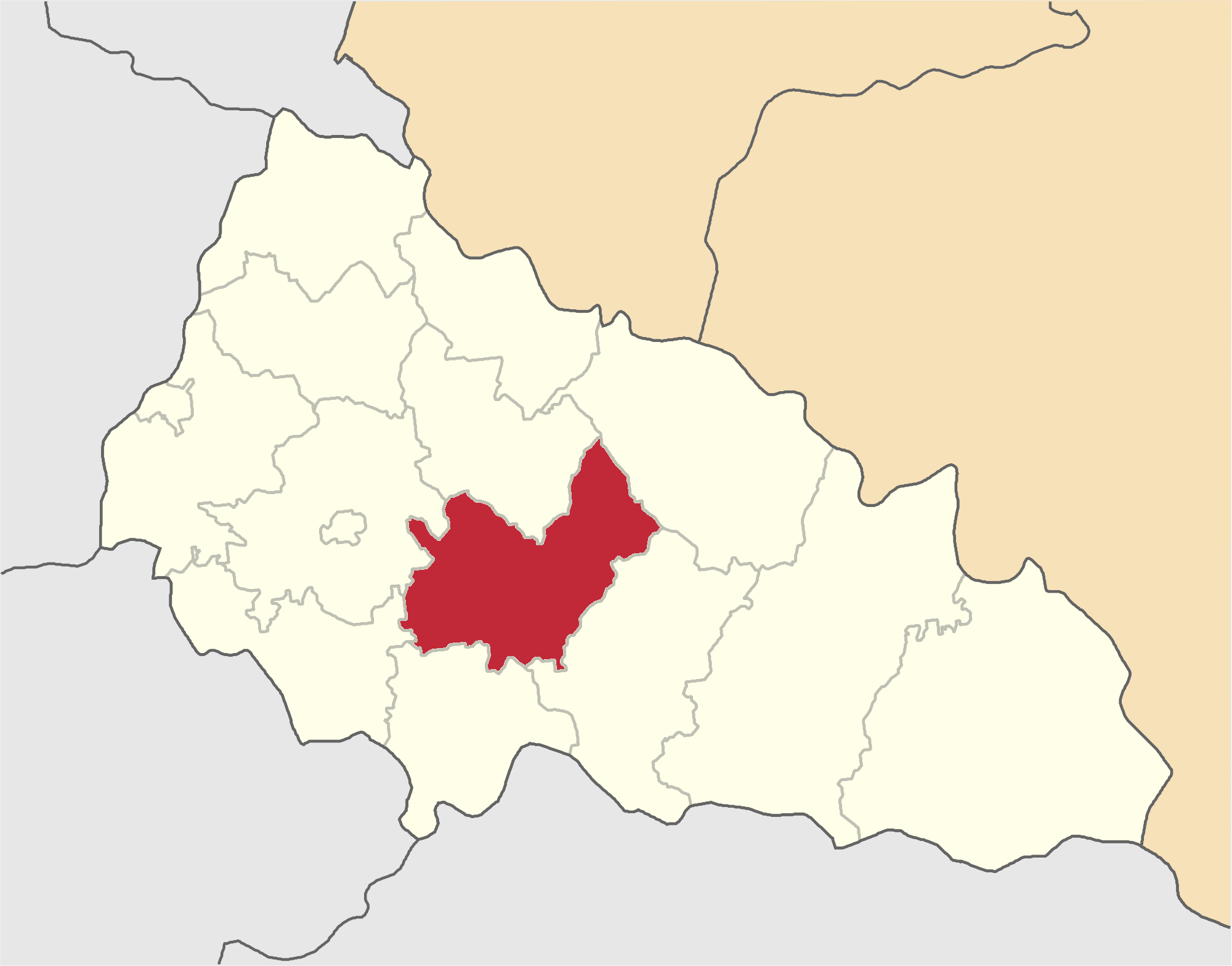

伊爾沙瓦區（烏克蘭語：Іршавський район），曾是烏克蘭的一個區，位於該國西部，由外喀爾巴阡州負責管轄，首府設於伊爾沙瓦，面積944平方公里，2020年人口100,294。
2020年7月18日乌克兰施行了行政区划改革，外喀爾巴阡州的区份数量减至6个。伊爾沙瓦區的大部合并至胡斯特區，小部分合并至貝雷霍韋區和穆卡切沃區。